# گاردنرتاون (نیویورک)
گاردنرتاون (به انگلیسی: Gardnertown) یک منطقهٔ مسکونی در ایالات متحده آمریکا است که در شهرستان اورنج، نیویورک واقع شده‌است. گاردنرتاون ۱۲٫۷ کیلومتر مربع مساحت و ۴٬۳۷۳ نفر جمعیت دارد و ۱۲۵ متر بالاتر از سطح دریا واقع شده‌است.